# Urgons
Urgons – miejscowość i gmina we Francji, w regionie Nowa Akwitania, w departamencie Landy.
Według danych na rok 1990 gminę zamieszkiwało 261 osób, a gęstość zaludnienia wynosiła 23 osób/km² (wśród 2290 gmin Akwitanii Urgons plasuje się na 918. miejscu pod względem liczby ludności, natomiast pod względem powierzchni na miejscu 979.).